# Huracán Zeta
El huracán Zeta fue el sexto huracán récord en tocar tierra en los Estados Unidos y la cuarta tormenta con nombre récord en azotar Louisiana en 2020. El sistema también fue el primer ciclón tropical desde el huracán Sandy en 2012 en producir nieve acumulada y uno de solo cuatro ciclones tropicales desde 1804 en hacerlo. La vigésimo séptima tormenta nombrada, el duodécimo huracán y el quinto huracán mayor de la temporada de huracanes del Atlántico de 2020 excepcionalmente activa, Zeta se formó a partir de una amplia zona de baja presión que se formó en el Mar Caribe occidental el 19 de octubre. Después de luchar contra la cizalladura del viento, la baja casi estacionaria se organizó en la Depresión Tropical Veintiocho el 24 de octubre. El sistema se fortaleció hasta convertirse en la Tormenta Tropical Zeta a principios del 25 de octubre antes de convertirse en un huracán al día siguiente cuando comenzó a moverse hacia el noroeste. El huracán Zeta tocó tierra en la península de Yucatán en las primeras horas del 27 de octubre como un huracán categoría 1 y se debilitó tierra adentro hasta convertirse en una tormenta tropical, antes de moverse hacia la costa norte de la península más tarde ese día. Después de debilitarse debido al aire seco, Zeta se reorganizó y se convirtió nuevamente en huracán en la mañana del 28 de octubre, y continuó intensificándose hasta convertirse en un huracán de categoría 2, ya que giró hacia el noreste acercándose a la costa del golfo de Estados Unidos más tarde ese día. Continuó fortaleciéndose hasta que alcanzó su intensidad máxima de 185 km/h (115 mph) y una presión mínima de 970 mbar y tocó tierra cerca de Cocodrie, Louisiana, esa noche. Zeta se debilitó gradualmente a medida que aceleraba hacia el noreste y se convirtió en tormenta tropical en la mañana del 29 de octubre y doce horas después se convirtió en postropical, mientras se movía por el centro de Virginia. Después de llevar la nieve acumulada a partes de Nueva Inglaterra, Zeta aceleró a través del Atlántico norte, re-intensificándose en un ciclón extratropical con fuerza de huracán cuando impactó el Reino Unido el 1 y 2 de noviembre.
Se emitieron numerosas alertas y advertencias de ciclones tropicales en áreas que ya habían lidiado con otros ciclones tropicales durante la temporada, incluido el huracán Delta, que tomó una trayectoria casi idéntica tres semanas antes. Se emitieron estados de emergencia en Louisiana, Misisipi y Alabama. Las fuertes lluvias en Jamaica provocaron un deslizamiento de tierra que mató a un hombre y a su hija cuando golpeó la casa de su familia el 24 de octubre. Los fuertes vientos y la marejada ciclónica derribaron ramas de árboles en las calles inundadas de Playa del Carmen, Quintana Roo, cerca de donde Zeta tocó tierra en México. Fuertes lluvias, marejadas ciclónicas y fuertes vientos también afectaron el sureste de los Estados Unidos donde Zeta dejó siete fallecidos. Las líneas eléctricas caídas y numerosos choques fueron el resultado en Nueva Inglaterra después de que los restos del sistema trajeron una gran acumulación de nieve a partes de este territorio. En general, Zeta causó al menos $ 4.42 mil millones en daños a lo largo de su camino: $ 4.4 mil millones en los Estados Unidos y $ 15 millones en Jamaica.

## Historia meteorológica

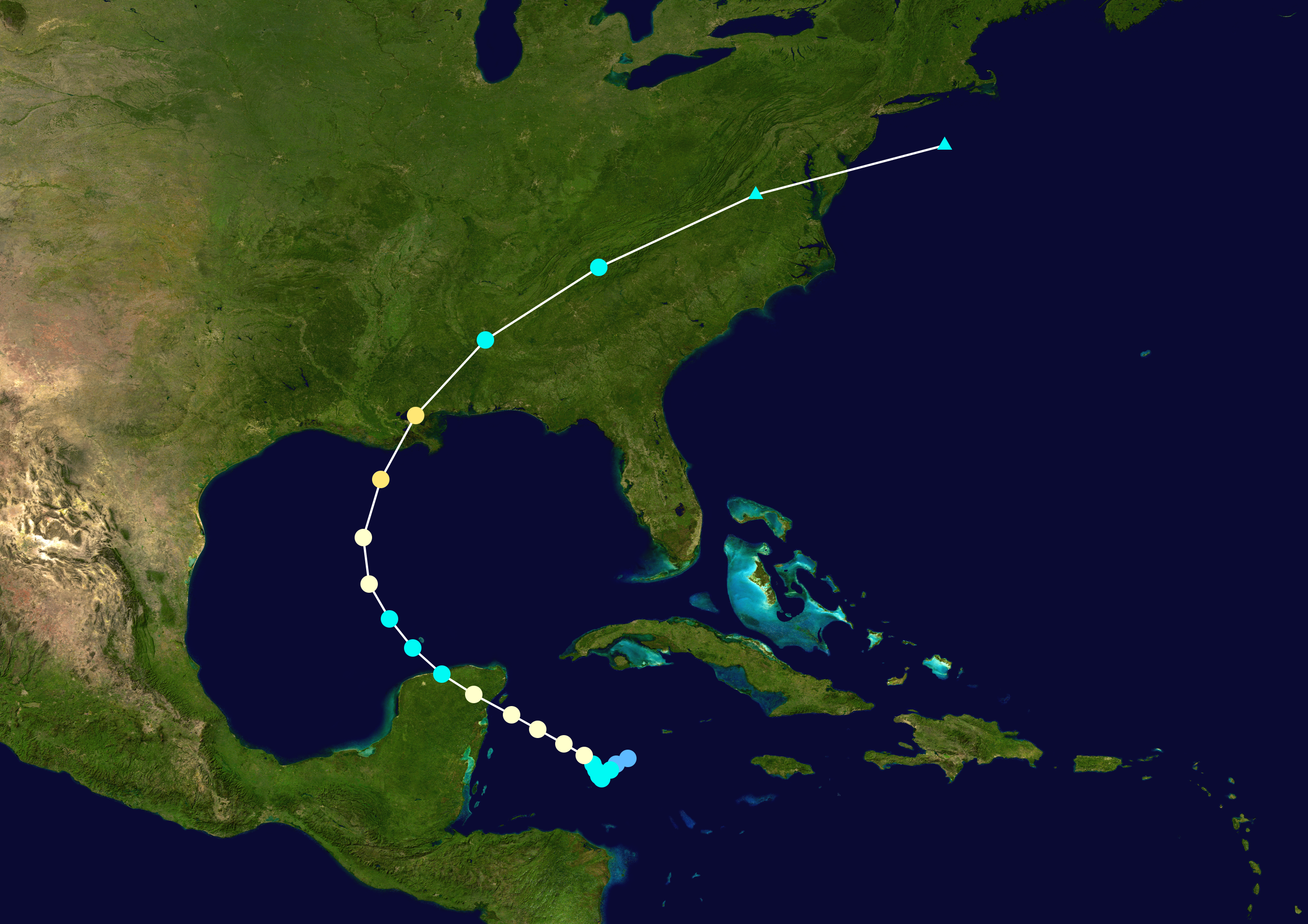
Mapa que traza la trayectoria y la intensidad del huracán, según la escala Saffir-Simpson

A las 00:00 UTC del 15 de octubre, el Centro Nacional de Huracanes (NHC) comenzó a monitorear el sur del Mar Caribe por el posible desarrollo de una amplia zona de baja presión sobre la región. A las 18:00 UTC del 19 de octubre, se había formado un sistema de baja presión en el Caribe occidental, pero los vientos desfavorables en los niveles superiores obstaculizaron el desarrollo. Una evaluación de las condiciones el 20 de octubre llevó al NHC a concluir a las 18:00 UTC que el sistema no tenía posibilidades de desarrollarse. Sin embargo, tres días después, nuevas imágenes de satélite y datos de radar mostraron que el sistema, ubicado justo al oeste de la isla Gran Caimán en ese momento, se estaba definiendo gradualmente mejor. A las 12:00 UTC del 24 de octubre, el sistema se había organizado lo suficiente como para ser designado como Depresión Tropical Veintiocho. A las 00:00 UTC del 25 de octubre, la depresión se convirtió en la tormenta tropical Zeta, la primera tormenta tropical o subtropical del Atlántico número 27 registrada, superando la antigua marca del 29 de noviembre que fue establecida por el Huracán Épsilon en 2005. Después de permanecer casi inmóvil durante más de un día, la tormenta comenzó a moverse hacia el noroeste hacia la península de Yucatán. Zeta pronto comenzó a intensificarse rápidamente, llegando justo por debajo de la fuerza de un huracán antes de que la cizalladura del viento interrumpiera nuevamente su organización convectiva. Sin embargo, esto resultó ser de corta duración ya que un nuevo estallido de convección permitió que Zeta se convirtiera en huracán a las 06:00 UTC del 26 de octubre. Zeta continuó intensificándose un poco a lo largo del día con su presión barométrica descendiendo. Alcanzó su pico de intensidad inicial cuando tocó tierra cerca de la Ciudad Chemuyil, Tulum, en la Península de Yucatán en México, a las 03:55 UTC del 27 de octubre con vientos de 140 km/h (85 mph) y una presión de 977 mbar. Inicialmente permaneció bien organizado, aunque se debilitó a tormenta tropical a las 12:00 UTC de ese día mientras continuaba sobre la Península de Yucatán. Zeta se trasladó frente a la costa norte de la península a las 15:00 UTC y continuó avanzando hacia el noroeste.

La Depresión Tropical Veintiocho poco después de su formación el 24 de octubre.

El aire seco envolvió la mitad norte de la circulación de Zeta, dejando el centro expuesto a pesar de tener una gran cantidad de flujo de salida a su alrededor. La tormenta tocó fondo a 100 km/h (65 mph) y una presión de 990 mbar a las 00:00 UTC del 28 de octubre; sin embargo, grandes explosiones de convección ya se estaban reformando en el centro y rápidamente se formó un ojo irregular. A las 06:00 UTC de ese día, Zeta se convirtió nuevamente en huracán cuando comenzó otra fase de rápida intensificación. Luego comenzó a acelerar, girando hacia el noreste debido a una vigorosa baja en el nivel superior sobre el oeste de Texas. Inesperadamente se convirtió en un huracán de categoría 2 a las 18:00 UTC de ese día. Continuó fortaleciéndose hasta que alcanzó su intensidad máxima como un huracán de categoría 3 de gama baja de 185 km/h (115 mph) y una presión mínima de 970 mbar cuando tocó tierra cerca de Cocodrie, Louisiana, a las 21:00 UTC de ese día. La tormenta comenzó a debilitarse gradualmente a medida que avanzaba directamente sobre Nueva Orleans, Luisiana y se aceleraba hacia el noreste.  En este punto, Zeta había comenzado a fusionarse con la gran baja del nivel superior sobre Oklahoma y se debilitó a huracán de categoría 2 de gama baja a las 00:00 UTC del 29 de octubre, aunque permaneció bien organizado en imágenes de satélite. Zeta se debilitó aún más hasta convertirse en una tormenta tropical sobre el centro de Alabama a las 06:00 UTC, mientras aceleraba hacia el noreste a una velocidad de 48 mph (77 km/h), antes de convertirse en un ciclón postropical sobre el centro de Virginia 12 horas después, a las 18:00 UTC de ese día. A última hora del 29 de octubre, los restos extratropicales de Zeta se trasladaron rápidamente sobre el Atlántico, trayendo nieve acumulada a partes de Nueva Inglaterra, y varios días después trajeron un clima tormentoso al Reino Unido.

## Preparaciones

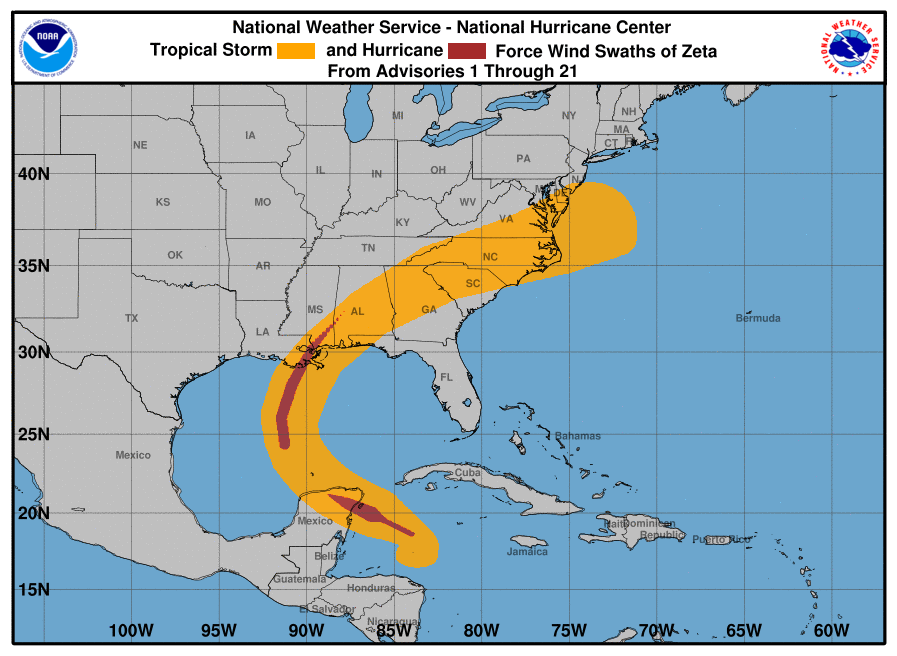
Mapa que muestra los vientos de tormenta tropical en naranja y de huracán en rojo del Huracán Zeta.

### Islas Caimán y Jamaica
Se emitieron advertencias de inundaciones repentinas en partes de Jamaica y las Islas Caimán, donde también se emitió una advertencia de embarcaciones pequeñas en estas últimas.

### Cuba
Una vez formada, se emitió una Alerta de Tormenta Tropical para la provincia de Pinar del Río. Esto se actualizó a una advertencia poco después. Sin embargo, la tormenta se fue un poco más al sur de lo esperado y no se sintieron impactos significativos allí.

### México
En Quintana Roo, la gente todavía se estaba recuperando del Huracán Delta, que azotó la región unas tres semanas antes. El gobierno estatal instaló varios refugios para residentes y turistas, mientras que el transporte fue suspendido. Algunas embarcaciones que suelen llevar turistas fondearon entre manglares para esquivar las olas y los vientos del huracán Zeta.

### Estados Unidos

El Huracán Zeta tocando tierra en Luisiana el 28 de octubre de 2020.

Se emitieron alertas de huracán para la costa este y central de Louisiana y la costa de Misisipi. También se emitió una alerta de tormenta tropical para las áreas al este de Intracoastal City hasta Morgan City, Louisiana, así como para la costa de Alabama. También se emitieron alertas de marejada ciclónica para toda el área. La parte occidental de las alertas y las advertencias se recortó a medida que se acercaba la tormenta y la trayectoria de pronóstico se estableció mejor. Se emitieron advertencias de tormenta tropical tierra adentro hasta el sur de Virginia. Finalmente, se emitieron dos alertas de tornado para esta tormenta; se extendían desde el sureste de Louisiana hasta el suroeste de Georgia. A medida que la tormenta comenzó a fusionarse con un frente frío, se emitieron avisos de clima invernal para el interior de Nueva Inglaterra con la amenaza de acumulación de nieve que causa problemas en las carreteras.

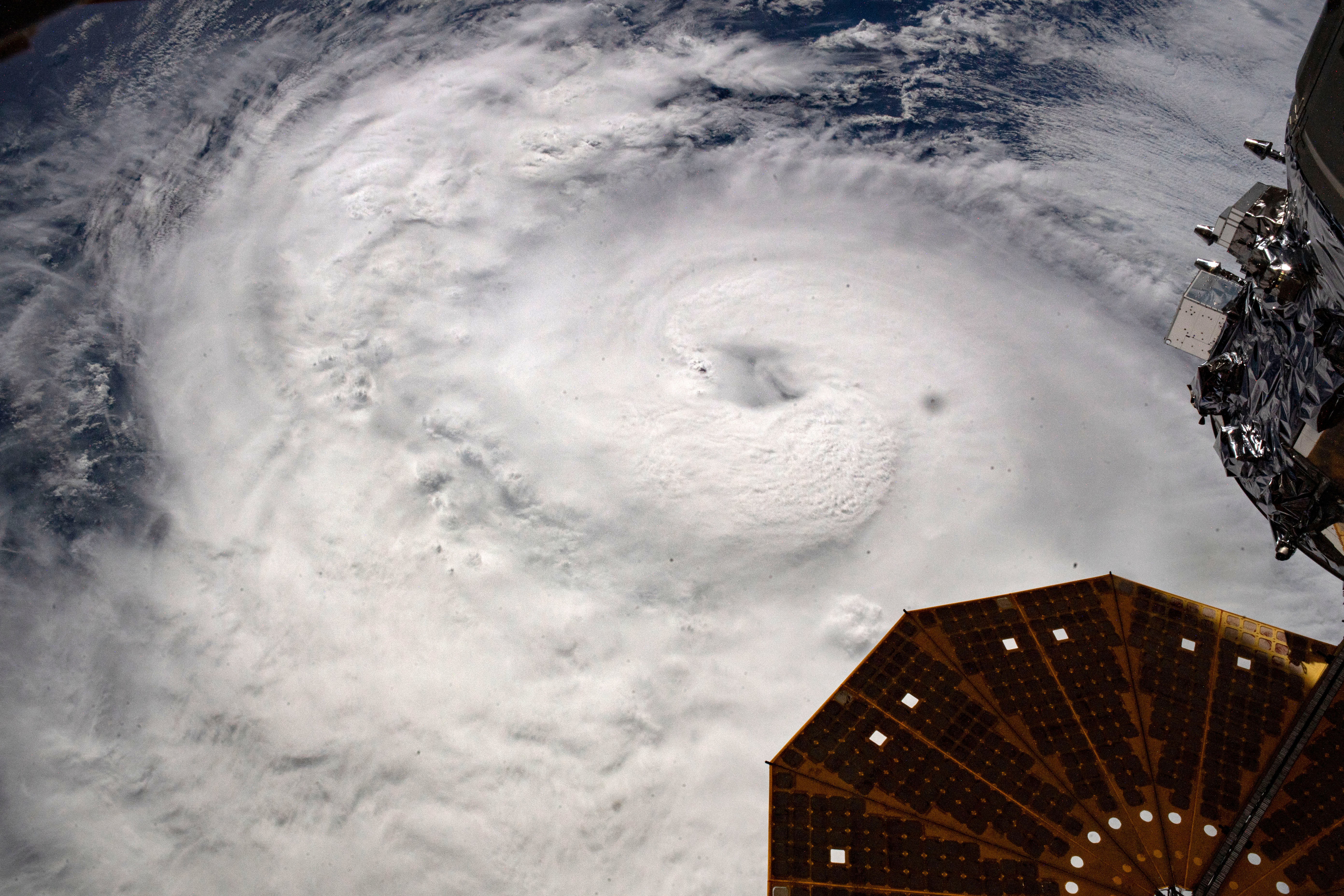
El huracán Zeta visto desde la Estación Espacial Internacional.

### Luisiana
El 26 de octubre, el gobernador de Louisiana, John Bel Edwards, emitió un estado de emergencia para todo el estado. La ciudad de Grand Isle emitió una evacuación obligatoria el 27 de octubre, ya que ese mismo día se ordenó una evacuación voluntaria para Jean Lafitte. La Universidad de Tulane cambió las clases al aprendizaje virtual el 28 de octubre, al tiempo que cerró los centros de salud en el campus.. Cleco empleó a más de 200 nuevos trabajadores para ayudar a restablecer la energía después de Zeta. Varias unidades del parque nacional fueron cerradas para capear la tormenta.e.

### Misisipi
El gobernador de Misisipi, Tate Reeves, declaró el estado de emergencia antes de Zeta el 28 de octubre. Esto fue precedido por las declaraciones de emergencia de los condados de Hattiesburg y Forrest que se emitieron el 27 de octubre.  Escuelas en Pascagoula, Gautier, Biloxi y Long Beach se cerraron el 28 y 29 de octubre, aunque las escuelas de Pascagoula y Gautier solo tuvieron salidas anticipadas el 28 de octubre.

### Alabama
El 27 de octubre, el gobernador de Alabama, Kay Ivey, emitió un estado de emergencia. Baldwin EMC se abasteció de suministros y puso equipos adicionales en espera antes de Zeta para ayudar a restaurar la energía en partes del estado. 

### En otras partes
Las Advertencias de Tormenta Tropical se emitieron tan al interior como Las Carolinas y Virginia el 28 de octubre, con la probabilidad de vientos sostenidos y ráfagas de tormenta tropical en las áreas. Después de que la tormenta se movió mar adentro, la amenaza de nieve y otras condiciones climáticas invernales en Nueva Inglaterra generó avisos de clima invernal para gran parte del interior de esa región el 29 y 30 de octubre. Los residentes del área fueron advertidos de carreteras resbaladizas y condiciones de conducción inadecuadas con el clima invernal.

## Impacto

### Islas Caimán y Jamaica
Un hombre y su hija murieron en Jamaica después de que un deslizamiento de tierra golpeara la casa de la familia el 24 de octubre. El deslizamiento de tierra se debió probablemente a las fuertes lluvias del precursor de Zeta. El precursor de Zeta causó $ 2 mil millones (US $15 millones) en daños a la infraestructura.

### México
Las ramas de los árboles estaban esparcidas por las calles inundadas de Playa del Carmen, Quintana Roo, cerca de donde Zeta tocó tierra. Sin embargo, el gobernador de Quintana Roo, Carlos Joaquín, afirmó en Twitter que no se reportaron daños importantes ni víctimas en el estado. También permitió que los aeropuertos y las empresas reabrieran pocas horas después de tocar tierra, pero obligó a las playas a permanecer cerradas hasta que el oleaje se calmara. Los daños en Quintana Roo fueron relativamente menores y solo alcanzaron MX $ 4.1 millones (US $ 195,000).

### Luisiana
Los vientos sostenidos con fuerza de tormenta tropical comenzaron a esparcirse en tierra en la costa sureste de Luisiana alrededor de las 18:00 UTC del 28 de octubre. Se informó de un viento sostenido de 45 mph (72 km/h) en Caillou Bay. Justo después de tocar tierra, una estación meteorológica personal en Golden Meadow informó vientos de 83 mph con una ráfaga de 105 mph, mientras que otra estación meteorológica no oficial cercana informó vientos sostenidos de 94 mph (151 km/h) y una ráfaga de 110 mph (177 km). /h). Además, se informó de una ráfaga de viento de 52 mph (84 km/h) en Houma y una ráfaga de viento de 53 mph (85 km/h) en el aeropuerto de New Orleans Lakefront. Una estación WeatherFlow en Harahan informó vientos sostenidos de 56 mph (90 km/h) y una ráfaga de 75 mph (120 km/h), mientras que una estación elevada en Bayou Bienvenue al sur-sureste de Nueva Orleans informó vientos sostenidos de 88 mph (142 km/h) y una ráfaga de 112 mph (180 km/h). Shell Beach informó de vientos sostenidos de 130 km / h (81 mph) con ráfagas de 163 km/h (101 mph).
Una gasolinera resultó dañada en Grand Isle y un árbol cayó sobre una casa en Chauvin. Numerosas líneas de servicios públicos fueron derribadas en Houma y la marejada ciclónica inundó LA 1 en Golden Meadow y también depositó un bote en ella. El ojo de Zeta se movió directamente sobre Nueva Orleans, donde los vientos soplaron a 94 mph, un gran árbol se rompió en Bayou St. John y un árbol cayó sobre un automóvil en el Garden District.  El aeropuerto reportó una presión de 973 mb cuando el ojo se movía por encima. Una persona fue hospitalizada luego de que se derrumbara el techo de un edificio en la ciudad, y otra persona también murió debido a la electrocución de cables eléctricos caídos.,

### Misisispi
A principios del 28 de octubre, un probable tornado dañó árboles y líneas eléctricas en el norte del condado de Harrison. Un tornado EF1 cerca de Brooksville también dañó varios edificios. Una estación del Servicio Nacional Oceánico en Waveland informó vientos sostenidos de 80 mph (129 km h) y una ráfaga de viento de 104 mph (167 km / h), así como 8.16 pies (2.49 m) de marejada ciclónica. La marejada inundó el estacionamiento del Casino Golden Nugget, dejando varios autos en el agua. Varias estaciones en las cercanías de Gulfport y Biloxi informaron ráfagas de viento de 75-100 mph (120-160 km / h). Al noroeste de Dixie, se registró una ráfaga de viento de 90 km / h (56 mph), mientras que se registró una ráfaga de 93 km / h (58 mph) al noreste de la ciudad.
Los árboles fueron derribados en el lado este del condado de Marion, mientras que más árboles y cables eléctricos fueron derribados en el condado de Lamar al sur de la Ruta 98 de los Estados Unidos. Justo al sur de Purvis, un árbol cayó a través de una casa, provocando una posible fuga de gas. Una casa móvil al este-sureste de Maxie sufrió daños en el techo. Se registró una muerte en Biloxi cuando una persona fue encontrada muerta en Broadwater Marina, debido a ahogamiento por las corrientes de resaca. Otra muerte ocurrió en el condado de Harrison después de que un hombre murió por un accidente con una motocicleta.

### Alabama
Fuertes vientos impactaron a Mobile, que aún se estaba recuperando del Huracán Sally del mes anterior. El Aeropuerto Regional de Mobile reportó vientos sostenidos de 48 mph (78 km/h) y una ráfaga de 91 mph (146 km/h). Una observación en el USS Alabama informó vientos sostenidos de 64 mph (103 km/h) mientras que una observación en el Buccaneer Yacht Club informó una ráfaga de viento de 60 mph (97 km/h). Una observación en Evergreen informó vientos sostenidos de 41 mph (66 km/h) y una ráfaga de viento de 68 mph (109 km/h) y una presión mínima de 988 mbar se informó en el Aeropuerto Municipal de Demopolis cuando Zeta pasó cerca. Una estación del Servicio Nacional Oceánico en el Puente Bayou La Batre informó también de 6,89 pies (2,10 m) de marejada ciclónica. Una observación en Wetumpka informó vientos sostenidos de 44 mph (71 km/h). Una persona murió cuando un árbol cayó sobre una casa móvil en el condado rural de Clarke.

### Costa este de Estados Unidos
Después de interactuar y fusionarse con la tormenta invernal ubicada sobre las llanuras del sur, Zeta causó daños generalizados por el viento en el resto del sureste de los Estados Unidos. Se observó una ráfaga de viento de 52 mph (84 km/h) en Pensacola, Florida. Zeta cruzó el norte de Georgia a partir de las 05:00 UTC del 29 de octubre, causando grandes impactos, especialmente en el área metropolitana de Atlanta. Se registró una ráfaga de viento de hasta 97 km/h (60 mph) en la frontera entre Georgia y Alabama, cerca de Piedmont, Alabama. En el condado de Cherokee, Georgia, un gran roble fue arrancado de raíz y cayó sobre una casa móvil, matando a un hombre. Otros dos adultos y un niño se encontraban en la casa en el momento del incidente, pero no resultaron heridos. Otras dos personas en Buford, condado de Gwinnett, Georgia, también murieron por la caída de un árbol en su casa. Casi un millón de personas en el área metropolitana de Atlanta se quedaron sin electricidad la mañana después de la tormenta. Miles de personas en el área metropolitana de Atlanta seguían sin electricidad cuatro días después de la tormenta.
En Carolina del Norte, vientos sostenidos con fuerza de tormenta tropical se movieron sobre todo el estado. Se informó un viento sostenido de 41 mph (67 km/h) y una ráfaga de 82 mph (131 km/h) en Cashiers, mientras que un viento sostenido de 38 mph (61 km/h) y una ráfaga de 51 mph (82 km/h) en el Aeropuerto Internacional Greensboro Piedmont Triad. También se informó de un viento sostenido de 51 mph (82 km/h) y una ráfaga de 72 mph (116 km/h) en una estación en Conway, al este de Roanoke Rapids. A medida que la tormenta avanzaba en alta mar, se informó un viento sostenido de 39 mph (63 km/h) y una ráfaga de 46 mph (74 km/h) en Ocean City, Maryland.
En partes del sur de Nueva Inglaterra y el norte del estado de Nueva York, los restos del ciclón post-tropical Zeta trajeron acumulación de nieve a la región, después de interactuar con un frente frío que también se movía. La mayor cantidad de acumulación fue de 6,5 pulgadas (16,51 cm) de nieve registrada en Grafton, Massachusetts. Esta tormenta de nieve de principios de temporada provocó la caída de algunas ramas de árboles en la región. La tormenta de nieve también provocó superficies de carreteras resbaladizas, lo que provocó numerosos accidentes, algunos graves, en el estado de Massachusetts.

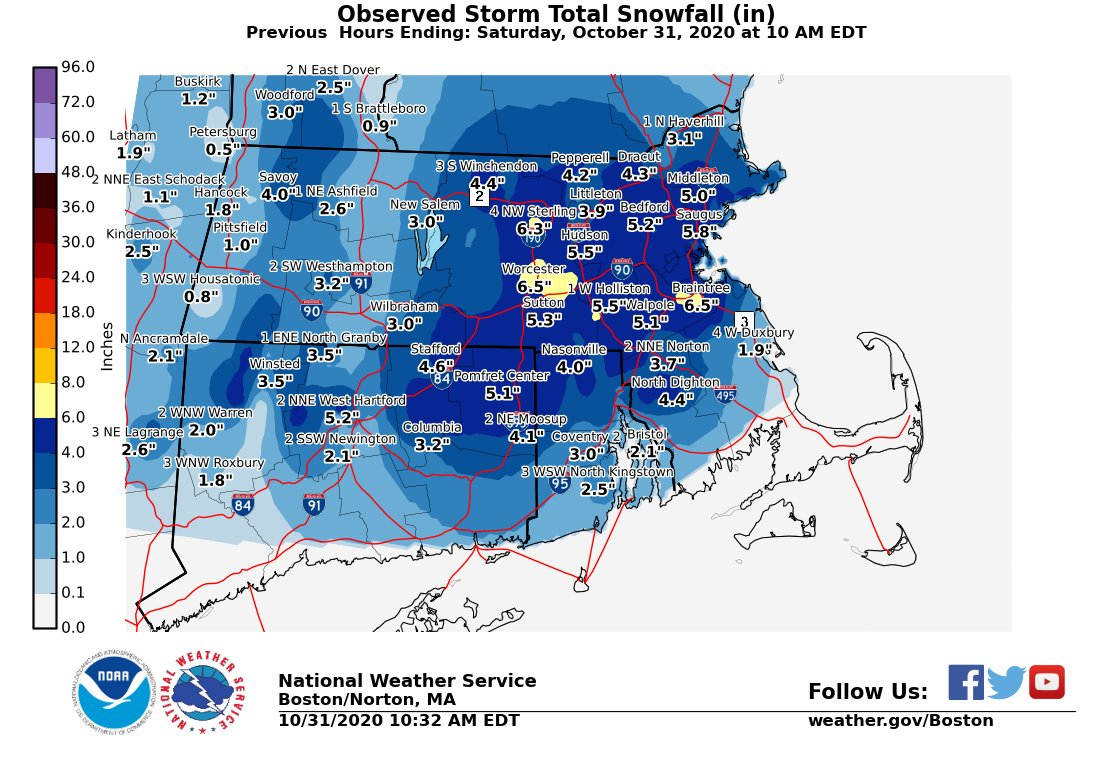
Mapa que muestra las acumulaciones de nieve en Nueva Inglaterra.

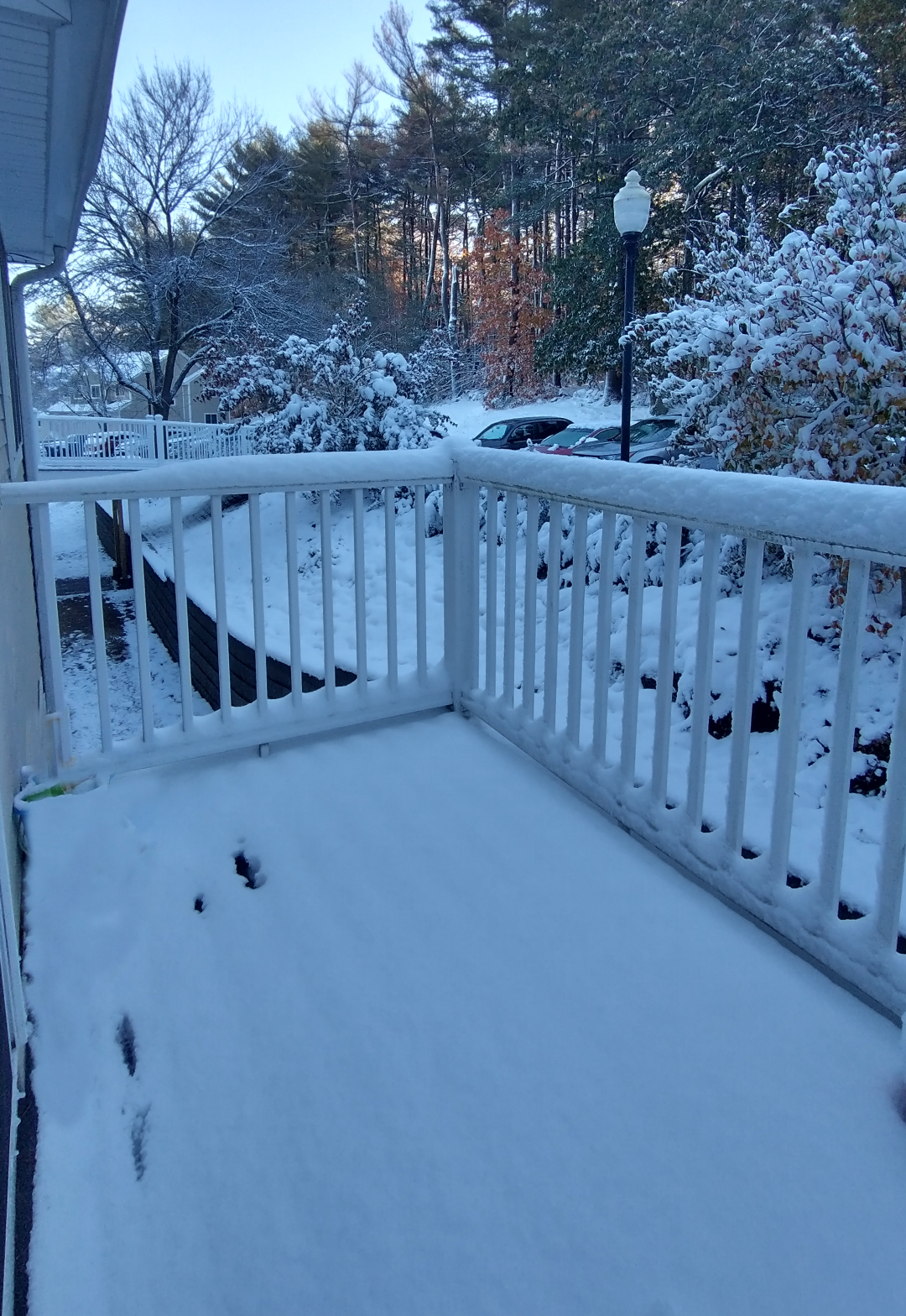
La nieve cubre el este de Massachusetts después de Zeta.

### Reino Unido
La energía remanente de Zeta cruzó el Reino Unido del 1 al 2 de noviembre, menos de un día después de que la tormenta Aiden impactara el país. Debido al riesgo de más lluvias fuertes en áreas previamente impactadas por Aiden, la Agencia de Medio Ambiente emitió más de 40 alertas de inundación antes de la llegada de los remanentes de Zeta. El sistema se volvió a intensificar en un ciclón extratropical con fuerza de huracán mientras estaba centrado frente a la costa occidental de Escocia el 1 de noviembre. Las fuertes lluvias provocaron que el río Wharfe se desbordara en West Yorkshire, inundando propiedades en la ciudad de Otley.
Fue responsable de las inundaciones en el norte de Gales después de traer lluvias intensas y prolongadas a la región. El pueblo de Dolgarrog sufrió grandes daños después de que las inundaciones repentinas inundaron todo el pueblo, incluida la estación de tren de Dolgarrog, lo que provocó la suspensión de los servicios a lo largo de la línea Conwy Valley. En Betws-y-Coed, la carretera A5 estaba cerrada; la cercana circunvalación de Dolgellau también se cerró debido a las inundaciones. Varios ríos se desbordaron, incluido el río Dee, causando daños en Bangor-on-Dee, Corwen, Llangollen y Wrexham. En Trefriw, agentes de la Policía de Gales del Norte rescataron a varios residentes de las casas inundadas durante la noche.
Los fuertes vientos también provocaron interrupciones en el transporte. A lo largo de la carretera A55 en el norte de Gales, se establecieron restricciones de velocidad en el puente Britannia y alrededor del túnel Conwy, mientras que el puente Dyfi en la A487 estaba cerrado. La A525 estaba bloqueada por árboles caídos. La autopista M62 se cerró entre Leeds y Mánchester después de que los fuertes vientos hicieran que un camión volcara y aterrizara encima de una furgoneta en el siguiente carril. En el aeropuerto de Birmingham, los fuertes vientos dificultaron la llegada de los aviones.